# Il mistero del bosco
Il mistero del bosco (The Woods) è un film horror statunitense del 2006, diretto da Lucky McKee e interpretato da Agnes Bruckner. Nel cast figurano inoltre, Patricia Clarkson, Bruce Campbell, Rachel Nichols e Lauren Birkell,mentre la sceneggiatura, vagamente ispirata a Suspiria di Dario Argento come plot e ambientazione, è firmata dall’esordiente David Ross. 
Al suo terzo film (ma quarto in ordine di distribuzione),il regista del cult horror May, incappa in una produzione molto sfortunata: la pellicola, prodotta tra il 2003 e il 2004 dalla United Artists, all’epoca di proprietà della MGM, è stata coinvolta nell’acquisizione delle due società da parte della Sony Pictures, rimanendo bloccata per due anni in una fase di “limbo”. Soltanto nel 2006, dopo essere stato presentato a diversi festival cinematografici, Il mistero del bosco, che l’anno precedente era stato annunciato dalla United Artists per l’uscita nelle sale cinematografiche americane, venne distribuito in tutto il mondo dalla Sony Pictures Home Entertainment direttamente in DVD, compresa l’Italia.

## Trama
È il 1965 e l'adolescente Heather Fasulo viene spedita dai genitori nel prestigioso collegio femminile "Falburn Academy", sperduto nel mezzo di una foresta del New England. Durante la permanenza di Heather nell'istituto, alcune ragazze che si erano avventurate nel bosco iniziano a sparire misteriosamente.

## Produzione
- La pellicola è stata girata tra il settembre 2003 e il gennaio 2004 a Montréal, Québec (Canada).[5]
- La United Artists, ha stanziato un budget per la produzione da 12.000.000 di dollari.
- Per questioni di copyright, la produzione del film (che ha come titolo originale The Woods), nonostante le problematiche riguardanti l’uscita dovute all’acquisizione da parte della Sony Pictures delle società finanziatrici consociate Metro-Goldwyn-Mayer e United Artists, ha costretto il regista M. Night Shyamalan e la Disney a cambiare il titolo del molto più noto The Village, uscito quasi due anni prima, ma girato nello stesso periodo proprio con il titolo di lavorazione The Woods.
- Nella versione originale del film, l’inquietante voce femminile che proviene dal bosco è di Angela Bettis, l’attrice preferita del regista.

## Distribuzione
Nonostante sia stata più volte annunciata l’uscita nelle sale cinematografiche statunitensi per il 2005, la pellicola, si è vista solo l’anno successivo in anteprima all’Amsterdam Fantastic Film Festival e al Fantasia International Film Festival di Montreal, per poi essere distribuita a livello mondiale direttamente sul mercato Home Video dalla Sony Pictures Home Entertainment a cominciare dall’Islanda, il 23 agosto 2006. Negli Stati Uniti, il film venne presentato per la prima volta al pubblico il 26 settembre dello stesso anno al Fantastic Fest di Austin, e uscì in DVD la settimana successiva, mentre in Italia, venne distribuito il 12 dicembre 2006 dopo essere stato proiettato al Ravenna Nightmare Film Fest il 7 ottobre.

## Curiosità
- Gli attori Bruce Campbell ed Emma Campbell, che nel film interpretano i genitori della protagonista, anche se hanno lo stesso cognome non sono legati da nessun vincolo di parentela o di unione.
- La trama, come personaggi e ambientazione, ha molte affinità con il film Suspiria di Dario Argento, e con il romanzo Carrie di Stephen King.
- Nel gennaio 2004, subito dopo avere terminato le riprese, Patricia Clarkson, che nel film ha il ruolo della perfida direttrice del collegio, è stata candidata all’Oscar come migliore attrice non protagonista per Schegge di April.
- Bruce Campbell, attore feticcio di Sam Raimi e protagonista del noto franchise horror La casa, nel film, si ritrova coinvolto in alcune situazioni che omaggiano ampiamente la saga che lo ha reso famoso.